# یواس‌اس ویکتوریا (ای‌او-۴۶)
یواس‌اس ویکتوریا (ای‌او-۴۶) (به انگلیسی: USS Victoria (AO-46)) یک کشتی است که طول آن ۴۳۵ فوت (۱۳۳ متر) می‌باشد. این کشتی در سال ۱۹۱۷ ساخته شد.